# Igor Bychkov
Igor Bychkov (7 de marzo de 1987, Donetsk, Ucrania) es un atleta español especializado en salto con pértiga. Fue el primer pertiguista español en la historia en participar en una final de un Campeonato Mundial (Daegu 2011) y el primero en 12 años en participar en la final de unos Juegos Olímpicos (Londres 2012). 

## Biografía
Vive en España desde los 11 años, y consiguió la nacionalidad española en septiembre de 2007. Entrena en Madrid a las órdenes de Javi Navas, y compite por el club Playas de Castellón desde el año 2009.
Ha sido 3 veces campeón de España al aire libre (2011, 2012 y 2013) y 2 veces campeón de España en pista cubierta (2008 y 2011). También ha sido campeón de España promesa al aire libre (2008) y en pista cubierta (2008 y 2009), y campeón de España juvenil al aire libre y en pista cubierta, ambas en 2003.
Ha participado en unos Juegos Olímpicos (Londres 2012), dos Campeonatos Europeo (Barcelona 2010 y Helsinki 2012), dos Campeonatos Mundial (Daegu 2011 y Moscú 2013), un Campeonato Iberoamericano (San Fernando 2010) y dos veces en el Campeonato Europeo por Equipos (Bergen 2010 y Gateshead 2013), siendo hasta la fecha 9 veces internacional por España.
El 21 de mayo de 2013 se convirtió en el primer español en ganar una prueba de la IAAF World Challenge, tras imponerse en la reunión de Pekín con 5,60 metros.

## Marcas personales
| Prueba            | Prueba            | Marca  | Lugar      | Fecha                 |
| ----------------- | ----------------- | ------ | ---------- | --------------------- |
| Salto con pértiga | al aire libre     | 5,65 m | Alcobendas | 28 de julio de 2013   |
| Salto con pértiga | en pista cubierta | 5,56 m | Nevers     | 18 de febrero de 2012 |